# لودویگ ماکتاریان
لودویگ ماکتاریان ( انگلیسی: Ludwig Mactarian؛ ۱۹۰۸ – ۱۱ ژوئیهٔ ۱۹۵۵) نقاش، تصویرگر و دیوار نگار ارمنی‌تبار اهل ایالات متحده آمریکا بود.

## زندگی‌نامه
وی در ۱۹۰۸ در سوریه یا اسمیرنا (ازمیر کنونی) به دنیا آمد و در سال ۱۹۲۱ به ایالات متحده مهاجرت نمود. وی از آکادمی ملی طراحی و en:Art Students League of New York فارغ‌التحصیل گشت.  وی در ۱۱ ژوئیه ۱۹۵۵ در سن ۴۷ سالگی درگذشت و در آرامگاه ملی لانگ آیلند در فارمینگ‌دیل به خاک سپرده شد.

## نگارخانه

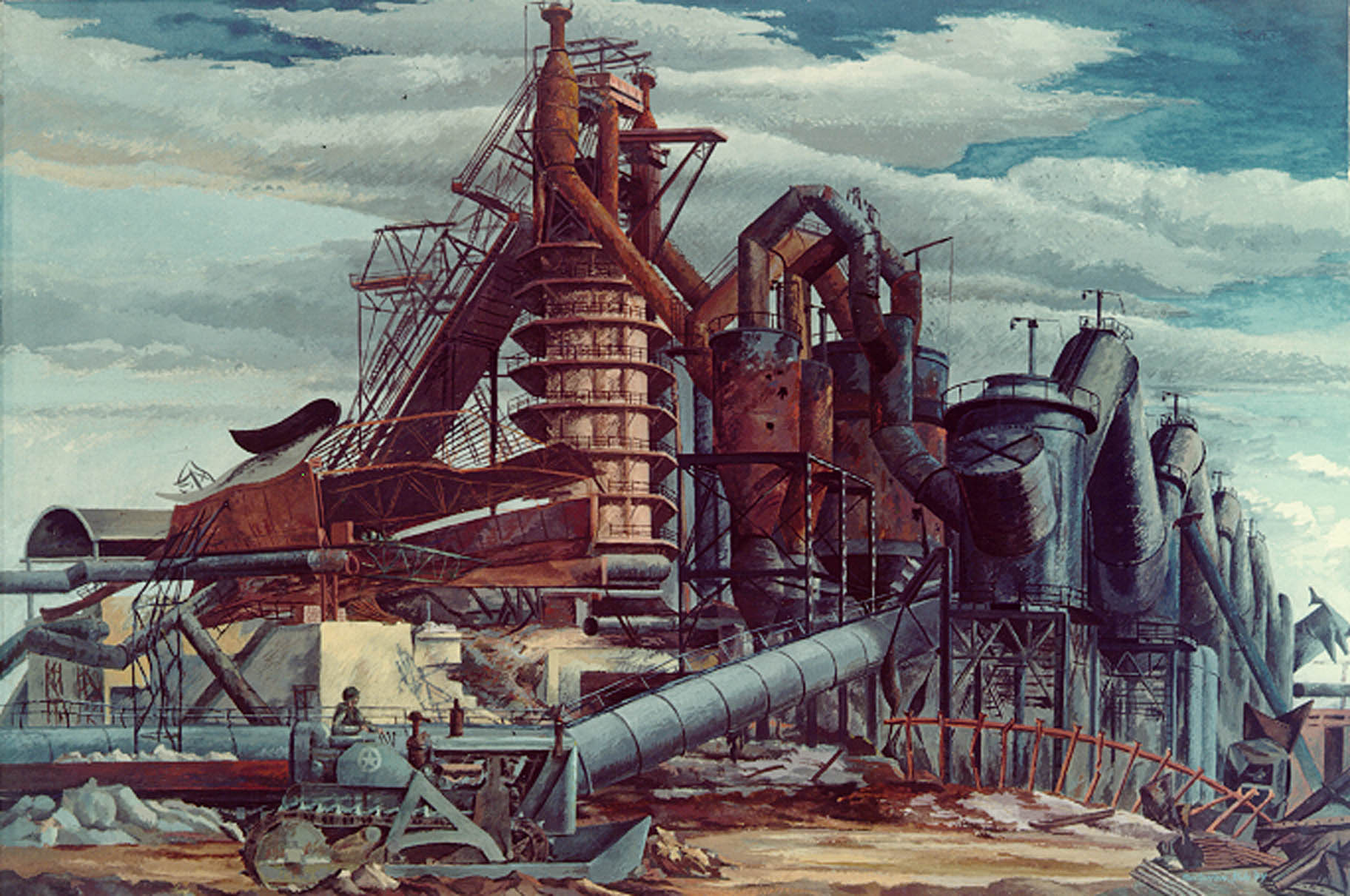
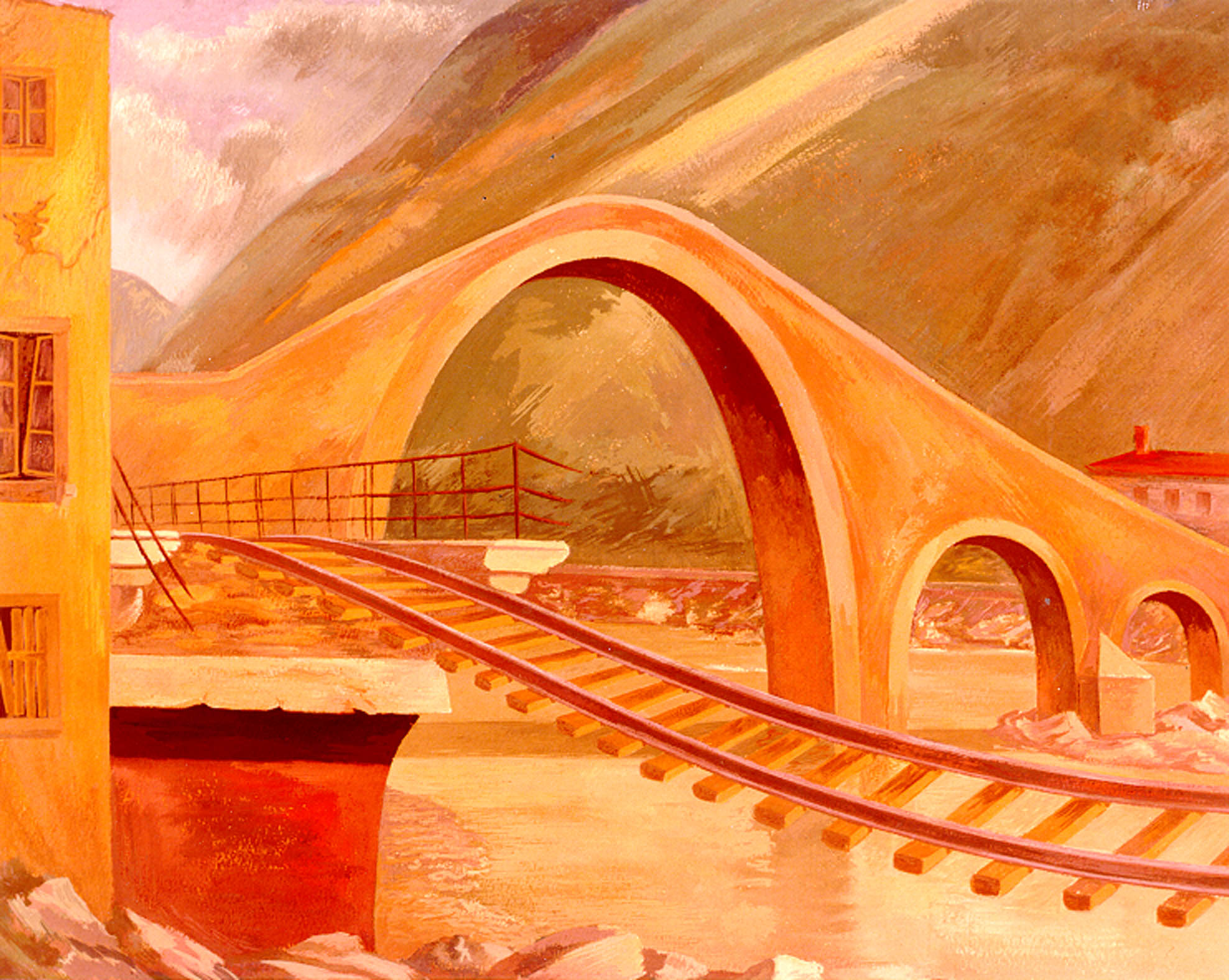
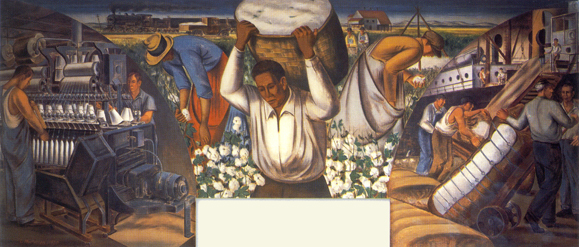
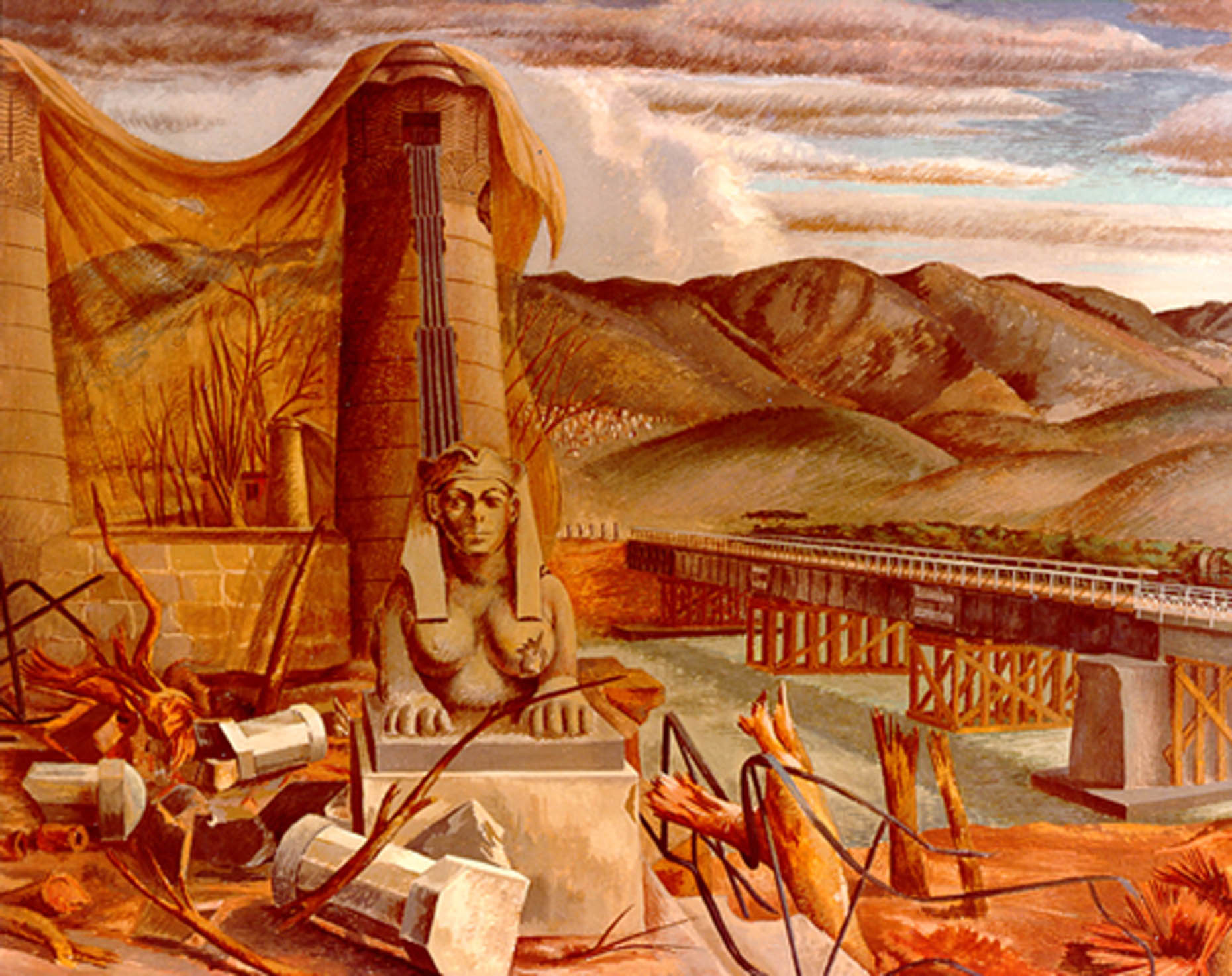